# Base de Retamares
La Base de Retamares, popularmente conocida como el Pentágono español, es una base militar española situada en el municipio madrileño de Pozuelo de Alarcón.
Es la principal base de mando operativo de las Fuerzas Armadas, siendo la sede de algunos de los principales órganos del Estado Mayor de la Defensa como el Mando de Operaciones, el Mando Conjunto de Operaciones Especiales, el Centro de Inteligencia de las Fuerzas Armadas, el Mando Conjunto del Ciberespacio y la Unidad de Apoyo General. Entre 1999 y 2013 fue el Cuartel General del Mando de Fuerzas Aliadas de la OTAN en Madrid.También contiene la Escuela Militar de Ciberoperaciones (EMCO) fundada en 2023.

## Historia
El 1 de septiembre de 1999 se instaló en la base el Cuartel General del Mando de Fuerzas Aliadas de la OTAN en Madrid. En 2003, se convirtió en el Mando de Componente Terrestre para el Sur de Europa. El cuartel general de la OTAN fue desactivado el 30 de junio de 2013.
Desde el año 2001, el Ministerio de Defensa, con el impulso del entonces ministro Federico Trillo, diseñó un plan de concentración de los diferentes órganos políticos y militares en una misma localización a semejanza del Pentágono estadounidense, aunque este plan quedó aparcado y hoy en día los principales estados mayores de la defensa y de los ejércitos siguen estando en sus respectivos cuarteles generales.
Si bien este plan no se ha retomado, la idea sí que ha sido recuperada en los últimos años al asumir el EMAD el control de la base en 2014, convirtiendo a esta base en la sede del Mando Conjunto de Ciberdefensa (MCCD) en 2013 y estableciendo la base del recién creado Mando Conjunto de Operaciones Especiales en octubre de 2014, que se unen a órganos que ya tenían su sede allí como el Centro de Inteligencia de las Fuerzas Armadas (CIFAS) desde 2005.
En marzo de 2016 se trasladó a la base el Mando de Operaciones (MOPS).
Desde principios de 2018 la base está protegida mediante un sistema antidrones.
En 2018 el Ministerio de Defensa comenzó las obras para crear una Oficina de Inteligencia Militar, dependiente del CIFAS, que se prevé esté acabada en 2020.